# Benestare
Benestare là một đô thị ở tỉnh Reggio Calabria trong vùng Calabria, Ý, có cự ly khoảng 90 km về phía tây nam của Catanzaro và khoảng 40 km về phía đông của Reggio Calabria. Tại thời điểm ngày 31 tháng 12 năm 2004, đô thị này có dân số 2.442 người và diện tích là 18,6 km².
Đô thị Benestare có các frazioni (các đơn vị cấp dưới, chủ yếu là các làng) Ammendolare, Ancone (tiếng Hy Lạp: Angon), Armerà, Belloro, Bosco, Bruca, Canale, Collura, Drafà, Esopo (tiếng Hy Lạp: Aesopos), Fego (tiếng Hy Lạp: Fengo), Gistratico (tiếng Hy Lạp: Geostratikon), Ientile, Martilli, Meta, Nasida (tiếng Hy Lạp: Nesida), Palmieri, Pignatarco, Piraino, Ricciolio, Rodia (tiếng Hy Lạp: Rhodià), Russellina, S.Giovanni, Scarparina, Schianata, Varraro, và Zopà.
Benestare giáp các đô thị: Ardore, Bovalino, Careri, Platì, San Luca.